# Whitwell (Tennessee)
Whitwell é uma cidade localizada no estado norte-americano de Tennessee, no Condado de Marion.

## Demografia
Segundo o censo norte-americano de 2000, a sua população era de 1660 habitantes.
Em 2006, foi estimada uma população de 1598, um decréscimo de 62 (-3.7%).

## Geografia
De acordo com o United States Census Bureau tem uma área de
8,6 km², dos quais 8,6 km² cobertos por terra e 0,0 km² cobertos por água. Whitwell localiza-se a aproximadamente 207 m acima do nível do mar.

## Localidades na vizinhança
O diagrama seguinte representa as localidades num raio de 20 km ao redor de Whitwell.